# Olios bhavnagarensis
Olios bhavnagarensis là một loài nhện trong họ Sparassidae.
Loài này thuộc chi Olios. Olios bhavnagarensis được miêu tả năm 1988 bởi Sethi & Benoy Krishna Tikader.